# M10 Booker
Az M10 Booker egy új fejlesztésű amerikai önjáró löveg, amelyből 504 példányt tervez rendszeresíteni az Amerikai Egyesült Államok Hadserege. A 105 mm-es löveggel felszerelt 38 tonnás jármű elsődleges feladata a gépesített gyalogság tűztámogatása, kiváltva ezzel a kivonásra kerülő Stryker MGS harcjárműveket. Egy C–17-es típusú repülőgép két M10-est képes szállítani, míg a nehezebb M1 Abramsből csak egyet.

### Kialakítása
Bár megjelenése miatt gyakran tévesen könnyű harckocsinak gondolják, valójában egy gyalogságtámogató önjáró löveg, melynek feladata az ellenség tábori erődítéseinek (pl. géppuskafészkek), megszállt épületeinek és egyéb védelmi állásainak a rombolása 105 mm-es lövedékekkel, vagy géppuskákkal. Utóbbira azért van szükség, mivel 800 m táv alatt az ágyú gránátjait nem használják a saját erők megóvása érdekében a repeszhatás miatt. Másodlagos feladata a gyalogsági alakulatok precíz indirekt tűztámogatása önjáró tüzérségként. Így feladatköre alapvetően megegyezik a második világháborús rohamlövegek (pl. StuG III) és a hidegháborús gyalogságtámogató lövegek (pl. IKV-91) szerepével. Épp ezért a jármű hivatalos megnevezése nem harckocsi, hanem Mobile Protected Firepower – azaz "Mobil Védett Tűzerő".
A jármű alváza a korábbi Griffin II könnyű harckocsi projekten alapul, azonban annál jóval nehezebb a vastagabb páncélzat miatt. A jármű fő fegyvere a Stryker MGS járműveken bevezetett M35 105 mm űrméretű, huzagolt harckocsiágyú, melyet egy párhuzamosított géppuska és a parancsnok kupolája feletti M2HB nehéz géppuska egészít ki. A jármű páncélzata viszonylag vékony, azonban az elől elhelyezett hajtáslánc, a homloklemez nagy döntése és a torony elején elhelyezhető kiegészítő páncélzat megfelelő védelmet nyújt a gépágyúk tüze ellen. A szeparáltan, a torony hátuljában tárolt lőszerkészlet páncéltörő rakéták találata esetén is magas túlélési esélyt biztosít a személyzetnek, mivel az esetleges robbanás kifelé a torony tetején lévő speciális paneleken át távozik. A járművet igen nagy nyílásokkal látták el, hogy szükség esetén a személyzet gyorsan elhagyhassa a sérült egységet.
A harcjármű tűzvezető rendszere az M1A2 SEP harckocsi felszerelésén alapul, azonban a jármű a tervek szerint később el lesz látva önjáró üzemmódot is lehetővé tevő rendszerekkel, így személyzet nélkül is bevethető lesz a legveszélyesebb helyzetekben.Továbbá el kívánják látni aktív védelmi rendszerrel az ellenség páncéltörő fegyverei és drónok ellen. A jármű feladatköréből adódóan nem páncélvadász, azonban a 105 mm lövegekhez rendszeresített páncéltörő lőszerekkel képes lesz az önvédelemre ellenséges gyalogsági harcjárművekkel és elavultabb harckocsikkal szemben. Kiemelendő azonban, hogy a kiírásban nem is volt szempont a modern harckocsik leküzdése, mivel ez a dandárokban rendszeresített rakétás egységek (Javelin, TOW) és az ezekkel felszeret járművek feladatköre.

### Rendszeresítése
Az amerikai hadsereg Next Generation Combat Vehicle (NGCV – Új generációs harcjármű) programja technológiai problémák és a sokszoros költségtúllépések miatt törlésre került. Ez után a 2010 előtt félbehagyott FCS programig nyúlt vissza a vezérkar a lövészdandárok hiányzó tűzerejének pótlása érdekében. Az akkor tervezett MCS harcjármű alapján kialakított követelménylistára több gyártó adott be ajánlatot. 2018 decemberében a hadsereg szerződést kötött két vállalattal a prototípusok gyors elkészítésére, amely nem haladhatta meg a 376 millió dollárt. A GDLS 2020 decemberében szállította le a Griffin II nevű, eredetileg a brit Ajax kiírásra készült könnyű harckocsin alapuló prototípusait. A BAE jóval korábbi M8 járművön alapuló tervezete gyártási nehézségekkel és beszállítói problémákkal szembesült a COVID-19 miatt. 2021 januárjában kezdődött az eszközök 6 hónapos intenzív tesztelése Fort Bragg-ban, 2022 márciusában a BAE-t kizárták a versenyből „nem egyezési problémák” miatt, így a GDLS maradt az egyetlen lehetőség. A BAE járműve kis mérete túl szűkös volt a tervezett lőszerkészlet mellett, ráadásul védettsége is rosszabb volt.
A járművek jelenleg alacsony ütemű előszériás gyártás (LRIP) alatt állnak, melynek célja egy alapos tesztelés mielőtt véglegesítik a típust. Az érvényes szerződés alapján 96 példányt kap a hadsereg 2023 végétől. A járművet a tapasztalatok alapján tovább fogják módosítani és önjáró móddal is el fogják látni. A tervek szerint összesen majd 504 darab kerül az alakulatokhoz, azaz minden lövész dandár kap egy 14 járműves M10 századot 2035-ig. A gyártó a GDLS több helyre allokálta a termelést, hogy a korábbi külön járművekre szakosodott gyártósorokat megmentse a bezárástól. Így a jármű alváza a korábban M1-eket készítő Limai üzemben, a tornyok a Styker-t gyártó Michigani telephelyen, míg a lövegek New Yorkban lesznek előállítva, így a program képességmegőrzési célokat is szolgál.
A jármű elnevezése sajátos. Az M10 kód egy második világháborús páncélvadász jelölése volt, melyet tiszteletből használtak újra. A típus nevét két katonáról kapta tisztelgésként rendkívüli tetteik miatt. Robert Booker 1943-ban a tunéziai harcok során egyetlen BAR géppuskával rohamozott meg egy géppuskákkal és aknavetőkkel felszerelt német-olasz alakulatot. A magányos roham közben bár halálos sérüléseket szenvedett mégis kitartó küzdelme révén jelentős károkat és zűrzavart okozott, ezzel számos bajtársa életét megmentve. Stevon A. Booker törzsőrmester 2003-ban az iraki harcokban egy hibás M1 harckocsi parancsnokaként kísért egy konvojt, amikor egy RPG-vel és DSK fegyverekkel felszerelt iraki alakulat rajtuk ütött. Mivel a harckocsi géppuskái nem működtek Booker a toronyban állva M16 karabélyával kezdte lőni az ellenséges csapatokat és közben a jármű ágyúját is többször sikeresen célra irányította, így többek között egy BMP-t is megsemmisítettek. Összesen 14 km-t tett meg így a konvoj, miközben a harckocsiparancsnok teljesen védtelenül állta az ellenség tüzét. Bár a helyszínen belehalt számos lőtt sérülésébe a konvoj további veszteségek nélkül elérte célját. Ez az első eset, hogy XXI. században elesett amerikai katonáról neveztek el harcjármű típust.

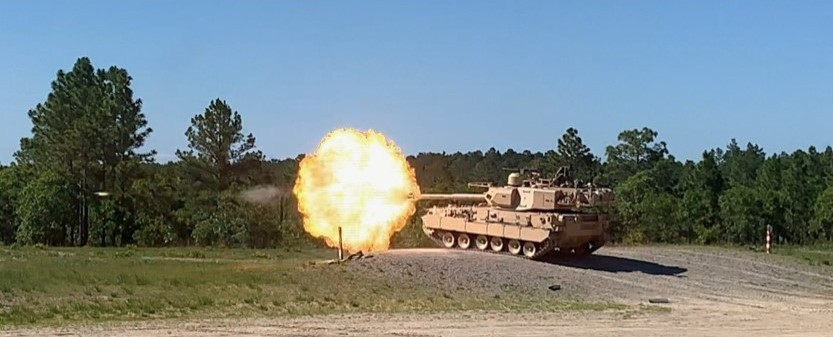
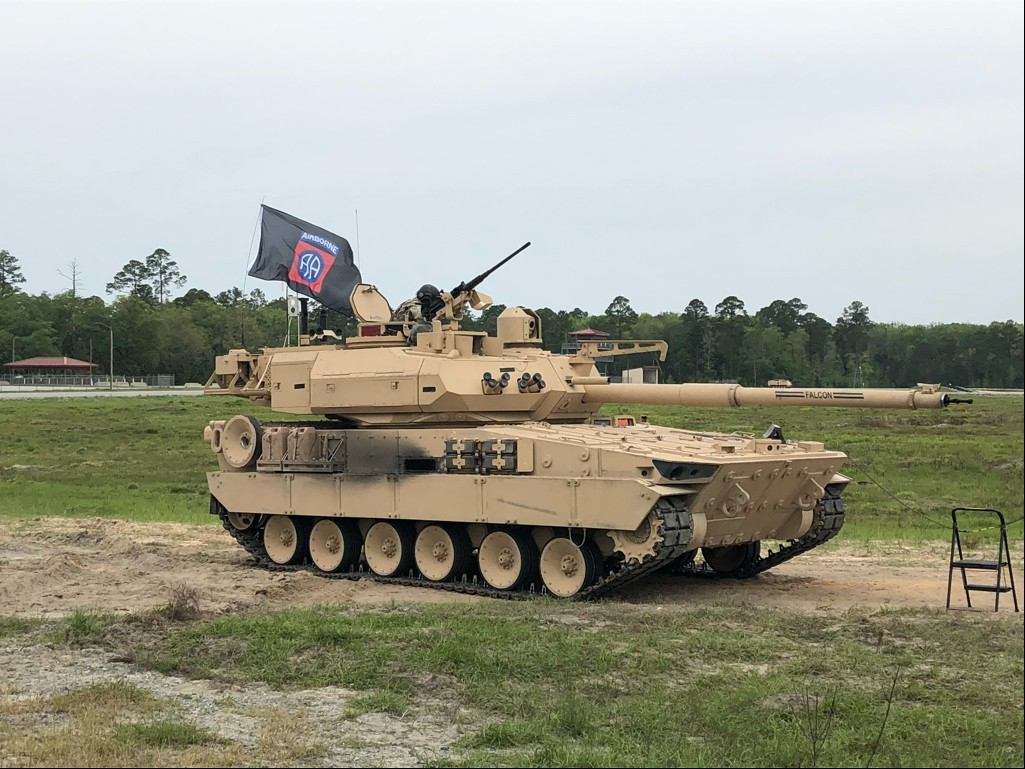